# River Raid
River Raid ist ein Videospiel, das von Carol Shaw als Mitarbeiterin von Activision für die Spielkonsole Atari 2600 entwickelt und Ende 1982 veröffentlicht wurde. Zunächst nur in Nordamerika erhältlich, kam das Spiel im März 1983 auch in der Bundesrepublik Deutschland in den Handel. Wenig später erschienen Portierungen für andere Spielkonsolen und Heimcomputer. Ende 1984 wurde das „sozialethisch desorientiernd[e]“ River Raid wegen seiner „kriegsverherrlichend[en]“ und „aggressionssteigernde[n] Eigenschaften“ in der Bundesrepublik Deutschland indiziert, das heißt in die Liste jugendgefährdender Medien aufgenommen, womit das Spiel nur noch Erwachsenen angeboten und verkauft werden durfte.

## Spielprinzip und Technik
Der Spieler steuert in Draufsicht ein Jagdflugzeug über einem Fluss – dem Fluss ohne Wiederkehr – und versucht eine größtmögliche Punktzahl etwa durch das Abschießen gegnerischer Flugzeuge und Helikopter sowie das Versenken von Schiffen zu erzielen. Er muss hierbei durch das Überfliegen von Tankstellen verbrauchten Treibstoff nachfüllen. Eine Kollision des Flugzeugs mit Gegnern oder dem Flussufer führt unmittelbar zu dessen Verlust. Sind alle zur Verfügung stehenden Flugzeuge verloren, ist das Spiel beendet. Der Fluss ist in Etappen unterteilt, an deren Enden sich jeweils eine Brücke befindet, die vom Spieler zerstört werden muss, um mit seinem Flugzeug zur nachfolgenden Etappe zu gelangen. Die maximal erreichbare Punktzahl beträgt 1 000 000. Darüber hinaus werden nur noch Ausrufezeichen anstatt der Punktzahl angezeigt.
Während des Spiels läuft die Flusslandschaft mitsamt ihren Objekten von oben nach unten über den Bildschirm. Carol Shaw wählte diesen Ablauf, weil die Atari-2600-Spielkonsole jedes Bild mit einem Versatz von einer Bildzeile zum vorherigen erzeugen kann, wodurch der Spieler ein flüssiges Spielgeschehen wahrnimmt. Bei einer horizontal bewegten Flusslandschaft hätte der Versatz vier Bildspalten betragen. Für die Bilderzeugung wird ausgenutzt, dass das Atari 2600 das Spielfeld an der vertikalen Bildmitte spiegeln kann, was die Darstellung von Inseln in der Flussmitte ermöglicht.
Die Breite des Flusses und das Vorhandensein von Inseln im Fluss werden zur Laufzeit des Spiels mithilfe eines Pseudozufallszahlengenerators festgelegt, dessen Anfangswert vor jeder Partie auf denselben Wert gesetzt wird. Dadurch ergibt sich stets derselbe Flussverlauf. Ein weiterer Pseudozufallszahlengenerator wird verwendet, um das Verhalten der Gegner und die Orte der Häuser und Tankstellen entlang des Flusses festzulegen. Diese Spielelemente sind für jede Partie unterschiedlich, da hier der Anfangswert des Pseudozufallszahlengenerators nicht mehr auf einen bestimmten Wert zurückgesetzt wird.

## Entwicklungs- und Veröffentlichungsgeschichte

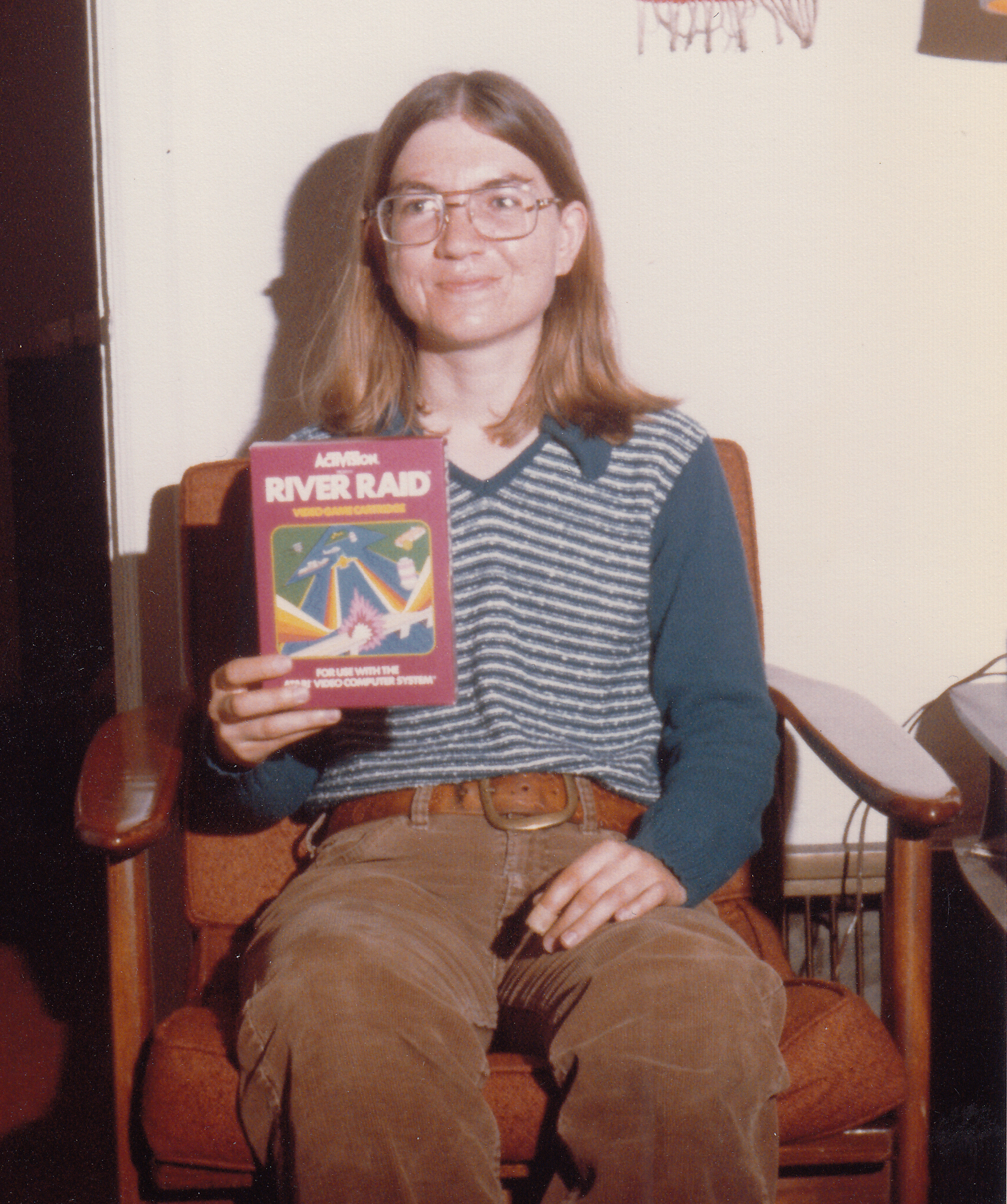
Entwicklerin Carol Shaw mit River Raid Box

River Raid wurde ursprünglich von Carol Shaw als Mitarbeiterin des Unternehmens Activision für die Spielkonsole Atari 2600 entwickelt, was den Entwurf audiovisueller Inhalte für das Spiel einschloss. Sie ging dieser Tätigkeit bereits am Anfang ihrer Karriere bei Atari nach. River Raid  war ihr erstes Spiel für Activision und das erfolgreichste ihrer Karriere. Als Entwicklungsumgebung verwendete sie einen für die damalige Zeit fortschrittlichen Bildschirmeditor (im Gegensatz zu einem zeilenbasierten Editor) und einen Cross-Assembler auf einem DEC-Rechner. Dieser übersetzte den die Steuerung des Spielgeschehens beschreibenden MOS-6502-Assembler-Code in Maschinencode. Der Maschinencode zusammen mit den Grafiken der darzustellenden Objekte von River Raid musste in einen 4 KB großen Festwertspeicher (ROM) passen, der dann in jeder Spielkassette vorhanden war. Die 128 Byte RAM an Arbeitsspeicher im Atari 2600 werden zum Speichern des Spielzustandes verwendet.
River Raid wurde im Dezember 1982 in den Vereinigten Staaten veröffentlicht. In Deutschland fand die Veröffentlichung im März 1983 im Vertrieb des Unternehmens Ariola-Eurodisc GmbH statt. Der Verkaufspreis des Spiels lag Ende 1983 bei rund 90 DM. Es schlossen sich Portierungen auf weitere Spielkonsolen und Heimcomputer an. Hierbei nahm Carol Shaw die Portierungen auf die Spielkonsole Atari 5200 und die Heimcomputer Atari 400 und 800 vor.
River Raid wurde 1984 in Deutschland indiziert. Zusammen mit Battlezone und Speed Racer gehört es zu den ersten drei in Deutschland indizierten Spielen. In der Begründung des Indizierungsbeschlusses der BPjS vom 19. Dezember 1984 heißt es unter anderem: „Wie sich der Jugendliche in die Rolle des kompromißlosen Kämpfers und Vernichters hineindenken solle, gehe schon aus der Spielanleitung hervor: … Hier fände im Kindesalter schon eine paramilitärische Ausbildung statt. … Das Videospiel "River Raid" ist sozialethisch desorientierend … es hat aggressionssteigernde Eigenschaften. … Bei älteren Jugendlichen führt das Bespielen von "River Raid" zu physischer Verkrampfung, Ärger, Aggressivität, Fahrigkeit im Denken, Konzentrationsschwierigkeiten, Kopfschmerzen u. a. …“
Im Jahr 1988 wurde der Nachfolger River Raid II veröffentlicht, der von David Lubar programmiert wurde. River Raid II ergänzt das Spielgeschehen „Kampf entlang des Flusses“ um die Spielphasen „Starten und landen auf einem Flugzeugträger“ und „Luftkampf über dem Ozean.“ Das Spiel wurde nie auf eine andere Plattform portiert.
Activision veröffentlichte 2002 mit der Activision Anthology eine Zusammenstellung von Videospiel-Klassikern für die PlayStation 2. Aufgrund der zu dieser Zeit immer noch vorhandenen Indizierung von River Raid wäre auch die Activision Anthology in Deutschland unter diese Regelung gefallen. Auf Antrag des Herstellers wurde das Spiel im Jahr 2003 vom Index entfernt, woraufhin die Spielesammlung von der USK als „freigegeben ohne Altersbeschränkung“ eingestuft wurde.

## Rezeption

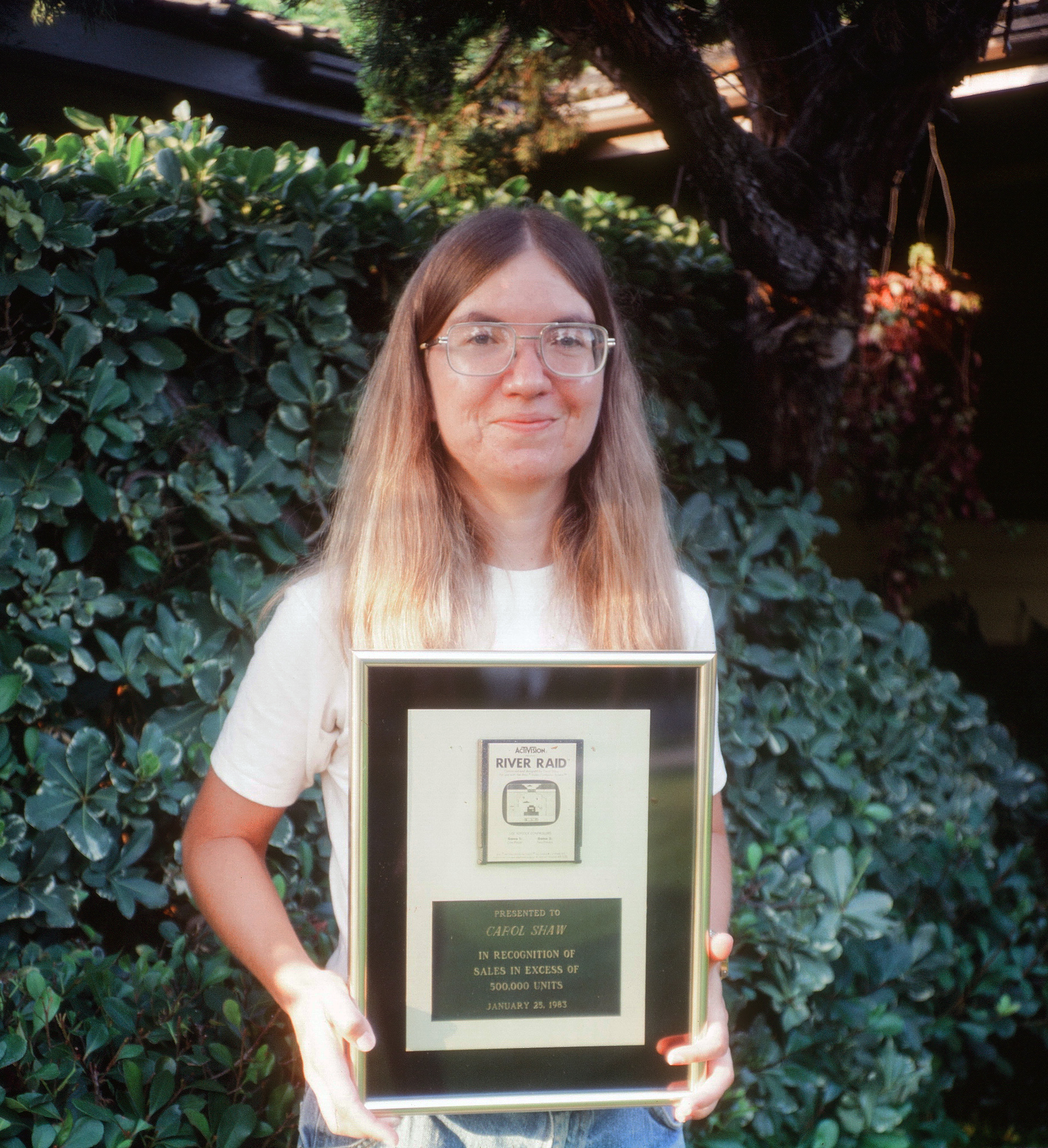
Carol Shaw im Jahr 1983 mit ihrer Auszeichnung für mehr als eine halbe Million verkaufte River-Raid-Spielkassetten

Die Spielezeitschrift TeleMatch bezeichnete River Raid in einem Testbericht von 1983 als „ein Spiel, das einen nicht so schnell losläßt.“ Dort erhielt River Raid die Schulnoten 2 für Grafik, 3 für Sound, 2 für Action, 2 für Spielwitz und 2 als Gesamturteil. In der Februar-Ausgabe von 1984 derselben Zeitschrift belegt River Raid den sechsten Platz in einer auf einer Leserumfrage basierenden Liste der beliebtesten Videocomputer-Spiele. In der sich darunter befindenden Liste der Videocomputer-Spiele USA belegt River Raid den zweiten Platz. Weiterhin kürt die US-amerikanische Spielezeitschrift Electronic Games in ihrer Januar-Ausgabe von 1984 River Raid zum Actionspiel des Jahres. Die italienische Spielezeitschrift Videogiochi bezeichnet in ihrer Juni-Ausgabe von 1983 River Raid als hervorragendes Spiel und rät, langsam zu fliegen, was zur Folge hat, dass für 60 000 Spielpunkte in etwa 20 min bis 25 min an Spielzeit benötigt werden.
Noch Ende 1989 nimmt das englische Magazin C+VG Complete Guide to Consoles für die Atari-2600- und ColecoVision-Version von River Raid eine Gesamtwertung von 92 % vor.
Retrospektiv platziert die Spielezeitschrift Next Generation in ihrer September-Ausgabe von 1996 River Raid in ihrer Liste der 100 besten Spiele aller Zeiten an der 81. Stelle und hebt dessen Leveldesign hervor.
Activision produzierte knapp zwei Millionen River-Raid-Spielkassetten, von diesen wurden bereits bis Juni 1983 mehr als eine Million verkauft. Durch den wirtschaftlichen Erfolg des Spiels erhielt Carol Shaw von Activision eine Bonuszahlung, die dazu beitrug, dass sie sich im Jahr 1990 weitestgehend aus dem Berufsleben zurückziehen konnte.